# Gérard Ouradou
Gérard Ouradou, né le 20 janvier 1896 à Montesquieu-Lauragais (Haute-Garonne) et mort le 29 janvier 1952 à Suresnes (Seine), est un homme politique français.

## Biographie
Militant syndicaliste, secrétaire adjoint de la Fédération des travailleurs cadres et techniciens des chemins de fer CGT, il est délégué par la CGT pour siéger à l'Assemblée consultative provisoire en 1944-1945. En 1948 il rejoint la confédération Force ouvrière.

## Détail des fonctions et des mandats
Mandat parlementaire
- 2 juin 1946 - 27 novembre 1946 : Député de la Seine